# فاطمة جناح
فاطمة جناح (30 يوليو 1893 - 9 يوليو 1967) جراحة أسنان وكاتبة سير وسياسية وأحد القادة المؤسسين لباكستان.
بعد حصولها على شهادة طب الأسنان من جامعة كلكوتا، أصبحت مقربة ومستشارة لأخيها الأكبر محمد علي جناح الذي أصبح أول حاكم عام لباكستان.
منتقدة بشدة للحكم البريطاني، برزت كداعية لنظرية الدولتين وعضو بارز في الرابطة مسلمي عموم الهند. بعد استقلال باكستان، شاركت في تأسيس جمعية المرأة الباكستانية التي لعبت دورا أساسيا في تسوية وضعية المهاجرين في البلاد. بعد وفاة شقيقها، لم تبقى نشطة سياسيا حتى عام 1965 عندما شاركت في الانتخابات الرئاسية ضد الدكتاتور العسكري أيوب خان، إلا أنها خسرت الانتخابات التمهيدية بسبب تزوير الجيش لها.

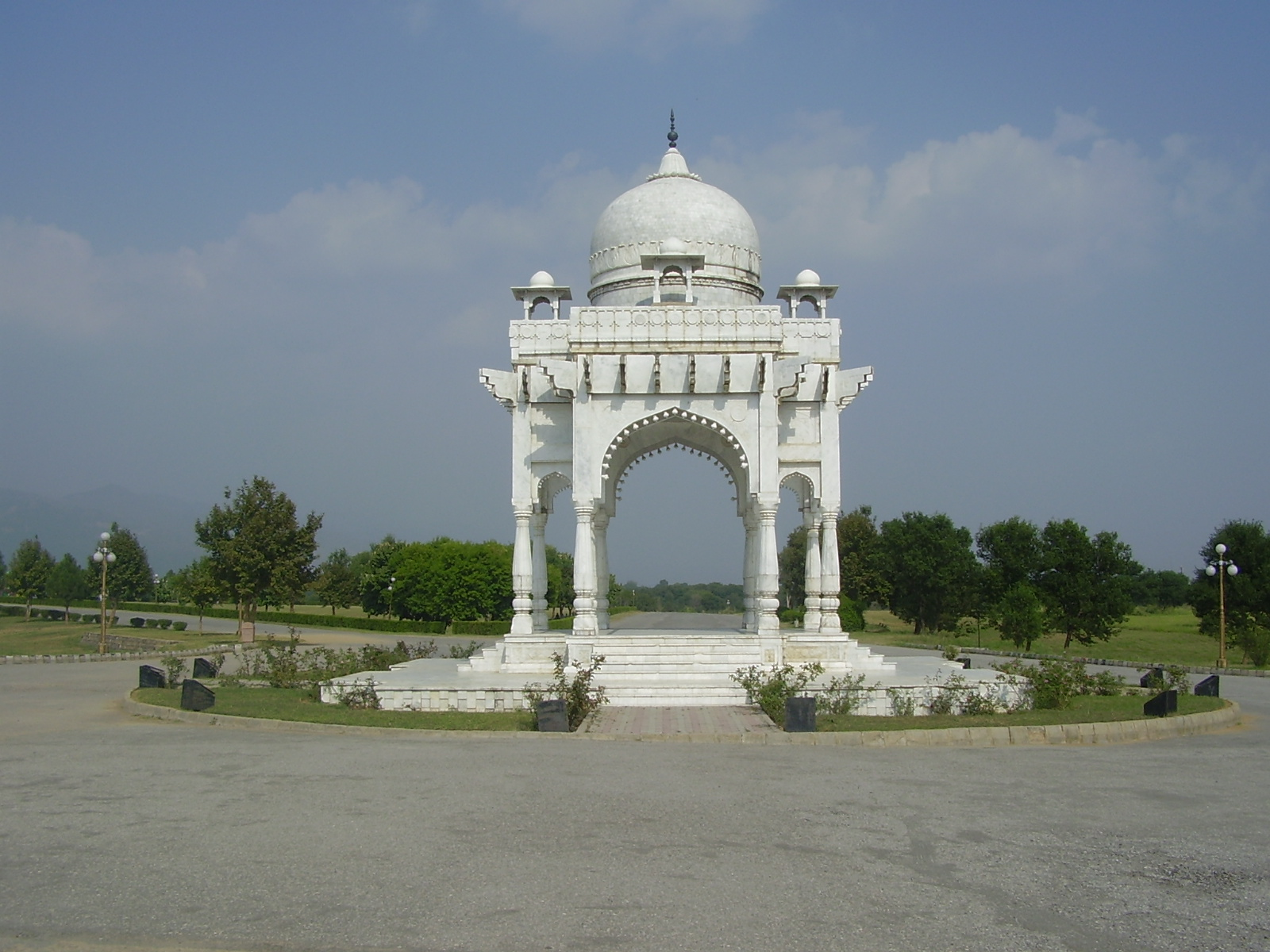
قبر في منتزه فاطمة جناح به لوحة تذكارية وتمثال.

بعد معركة صراع طويل مع المرض، توفيت فاطمة جناح في كراتشي يوم 9 يوليو 1967. ولا تزال واحدة من أكثر القادة شرف في باكستان. ويرتبط إرثها بدعمها للحقوق المدنية ونضالها في حركة باكستان وحبها الشديد لأخيها. يشار إليها بعدة ألقاب مثل مادر ملت ("والدة الأمة") وخاتون باكستان (أي "سيدة باكستان")، وتحمل العديد من المؤسسات والأماكن العامة اسمها تشريفا لها.
من مؤلفاتها :
- Fatima Jinnah (1987). My Brother. Quaid-i-Azam Academy. ISBN:969-413-036-0.

## روابط خارجية
- فاطمة جناح على موقع مونزينجر (الألمانية)